# Sortie scolaire
« Voyage scolaire » redirige ici. Pour le film, voir Voyage scolaire (film).

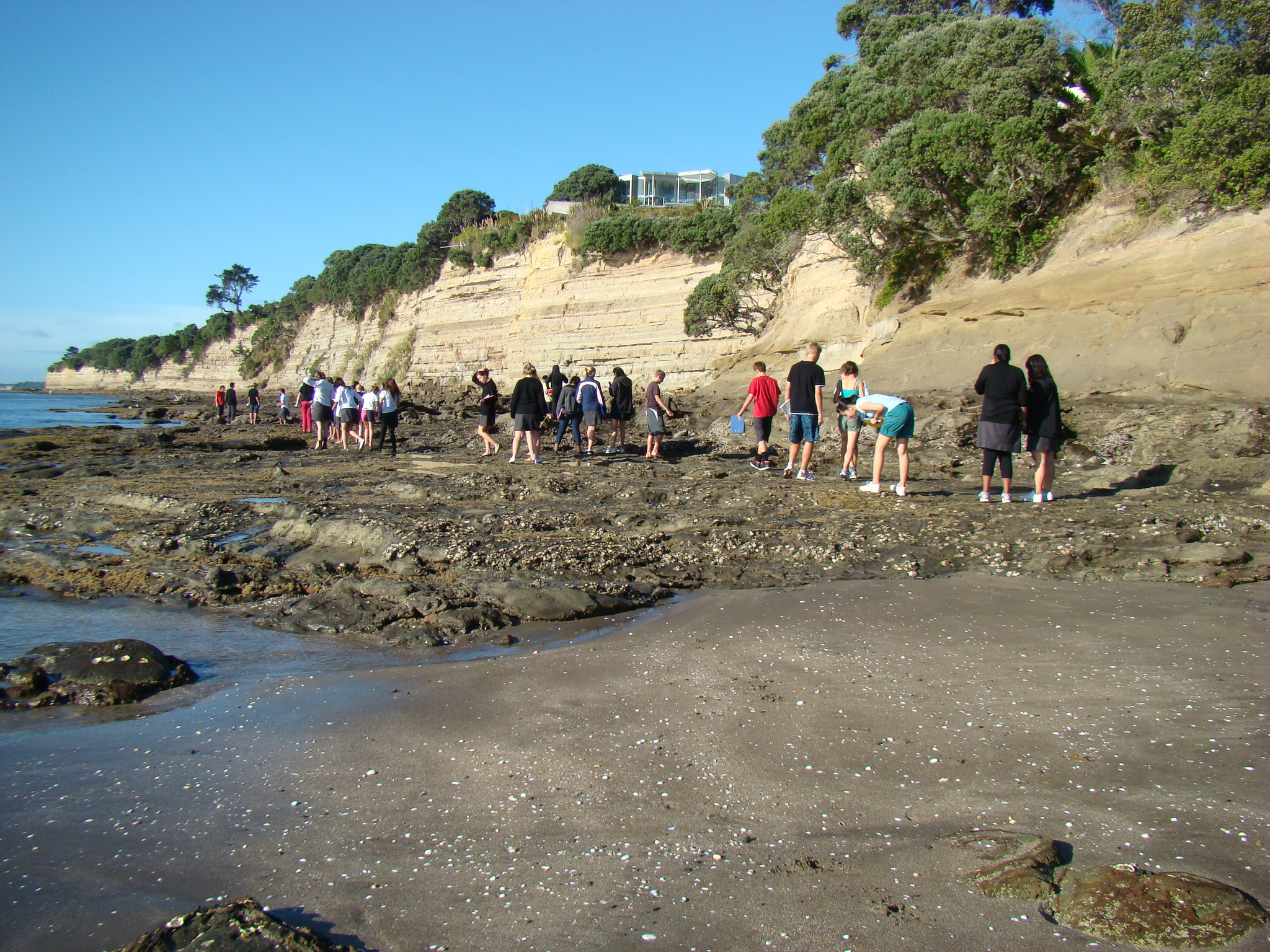
Sortie de terrain organisée pour des étudiants en biologie, ici à Waiake Beach à Torbay en Nouvelle-Zélande.

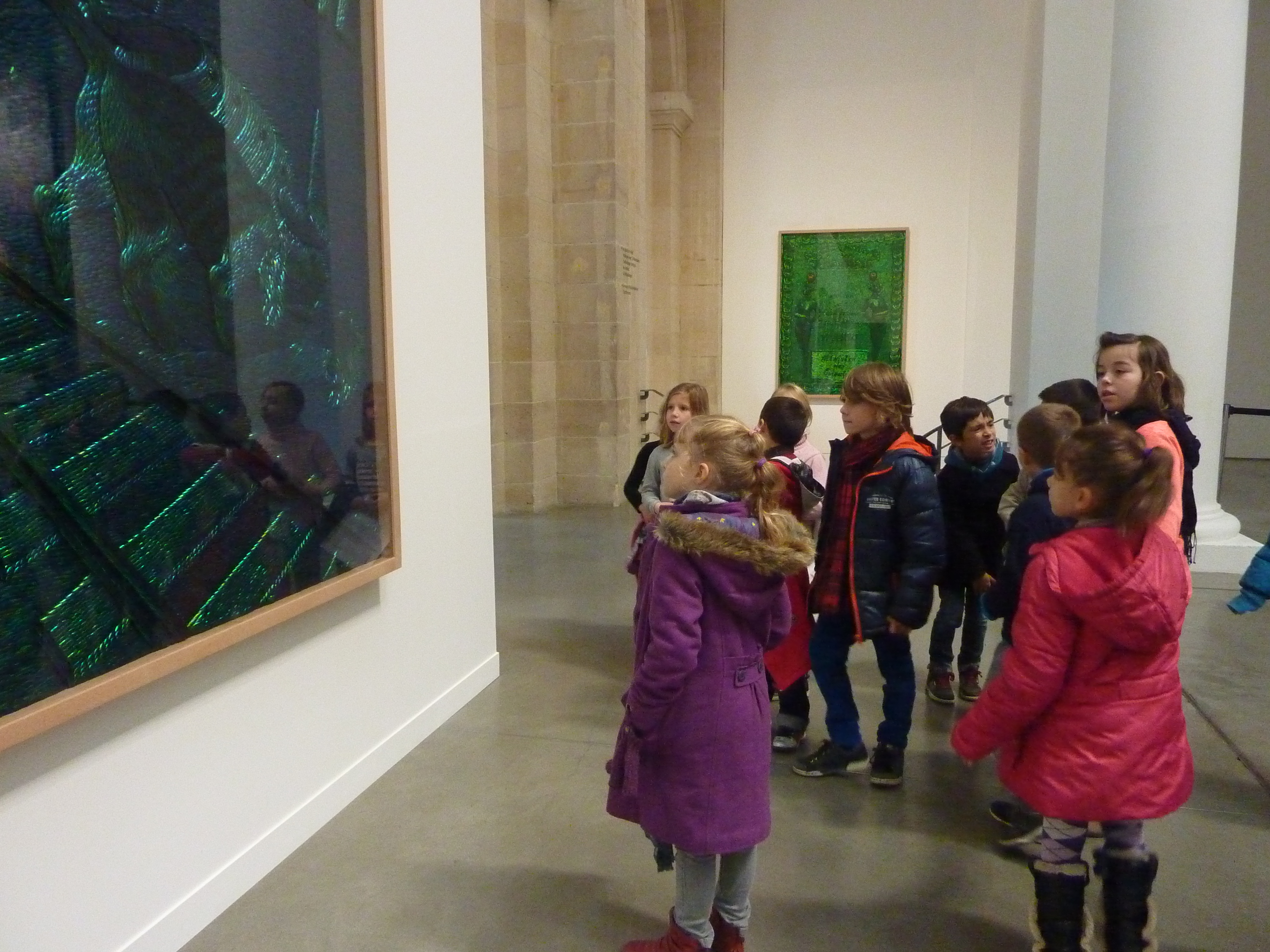
Sortie au musée (ici au palais des beaux-arts de Lille).

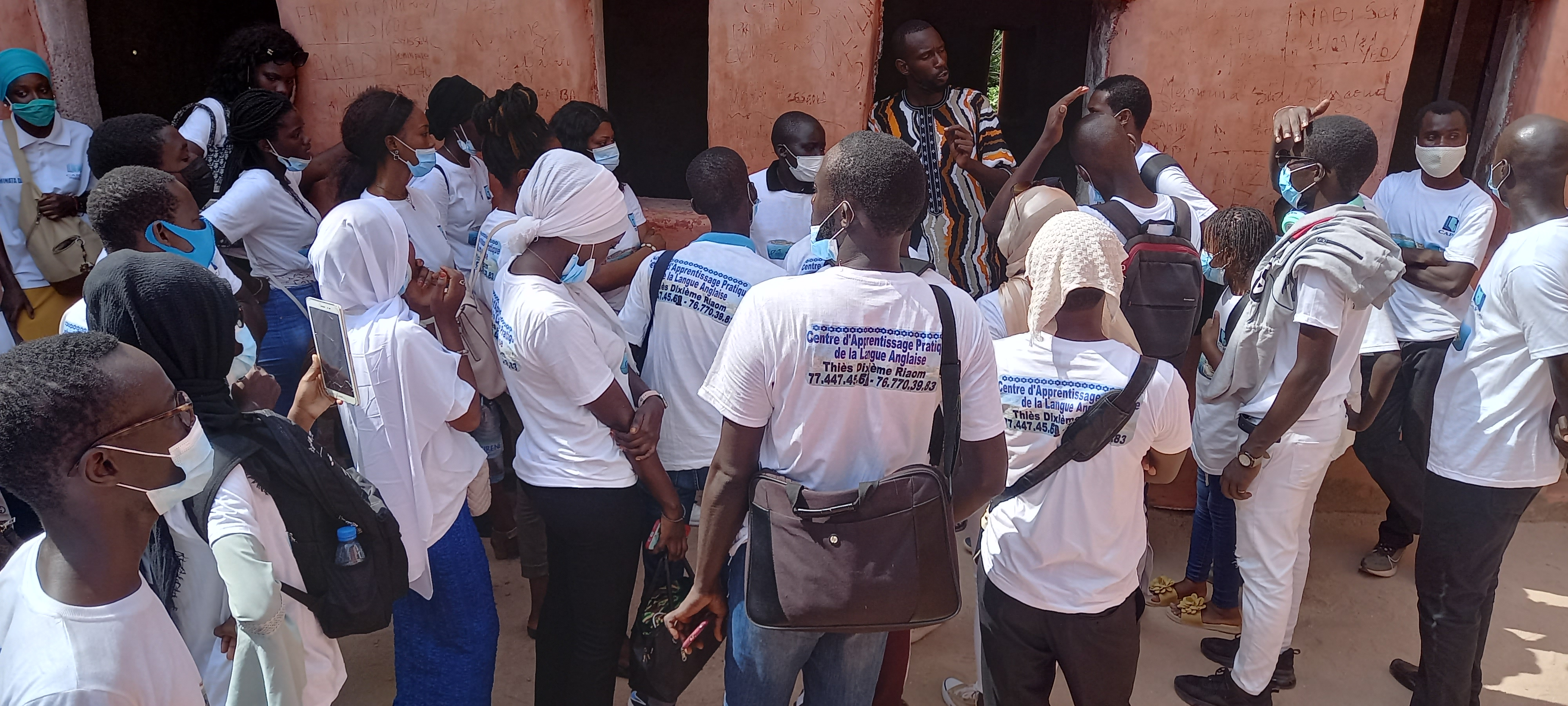
Groupe d'élèves effectuant une visite de l'île de Gorée, au Sénégal.

Une sortie scolaire (qui peut être nommée voyage scolaire si le lieu visité est distant et/ou si la durée de la sortie est supérieure à une journée) est une excursion ou un voyage organisé regroupant tout ou partie d'une classe scolaire ou plusieurs classes, destiné à apprendre quelque chose, par l'observation et la pratique du terrain « hors les murs » de l'école.  

Il existe aussi des classes de découverte, qui correspondent à une période plus longue. Dans les deux cas le rythme scolaire peut être provisoirement modifié.
Les déplacements sur le terrain offrent des possibilités alternatives d'éducation pour les enfants et adolescents. Ils sont aussi l'occasion de faire une pause dans la routine scolaire et d'expérimenter le monde in situ. Ces déplacements peuvent aussi profiter à la communauté visitée qui se fait mieux connaitre du monde scolaire (par exemple pour trouver des stagiaires ou futurs collaborateurs).

## Objectifs
Les buts des sorties scolaires sont multiples. Elles encouragent la découverte sur le terrain de « nouveaux » lieux (villes, institutions, musées,,, milieux naturels (forêts, parcs nationaux, réserves naturelles...) etc.), entreprises, casernes de pompiers ou environnements... en visant à améliorer le niveau culturel, linguistique et parfois sportifs des élèves. 
Certains lieux (musées, parcs animaliers, jardins botaniques, expositions scientifiques, centres de culture scientifique, chantiers archéologiques, monuments, grands aquariums publics, etc. ) recevant régulièrement un important public scolaire ont développé des programmes dédiés, avec un encadrement spécifique. 
Des endroits comme les zoos, musées et centres-nature disposent souvent d'expositions interactives et d'outils pédagogiques permettant aux enfants (éventuellement aveugles, autistes...) de toucher des plantes ou des animaux qu'ils n'auraient pas l'occasion de côtoyer dans leur environnement quotidien.
L'élève, seul ou en groupe est généralement invité à explorer ces environnements nouveaux pour lui, et à le documenter via des photos, interviews, inventaires, collections, herbiers ou prélèvements, notes et/ou croquis... synthétisé en compte rendu de voyage, exposé, album souvenir, etc. 

## La sortie de fin d'année
Traditionnellement, voire rituellement de nombreuses écoles organisent une sortie scolaire de fin d'année sur une journée permettant à la classe de visiter les grands sites touristiques nationaux, les musées, les châteaux, les parcs à thème, cirque ou grandes villes et capitales (ex : Paris en France).

## Rôle des parents
Les parents sont souvent invités à préparer ou accompagner certaines sorties scolaires, notamment pour des raisons de sécurité, un nombre minimum d'adultes pour encadrer les élèves, notamment les plus jeunes, pouvant être exigé par la réglementation. 

## Financement

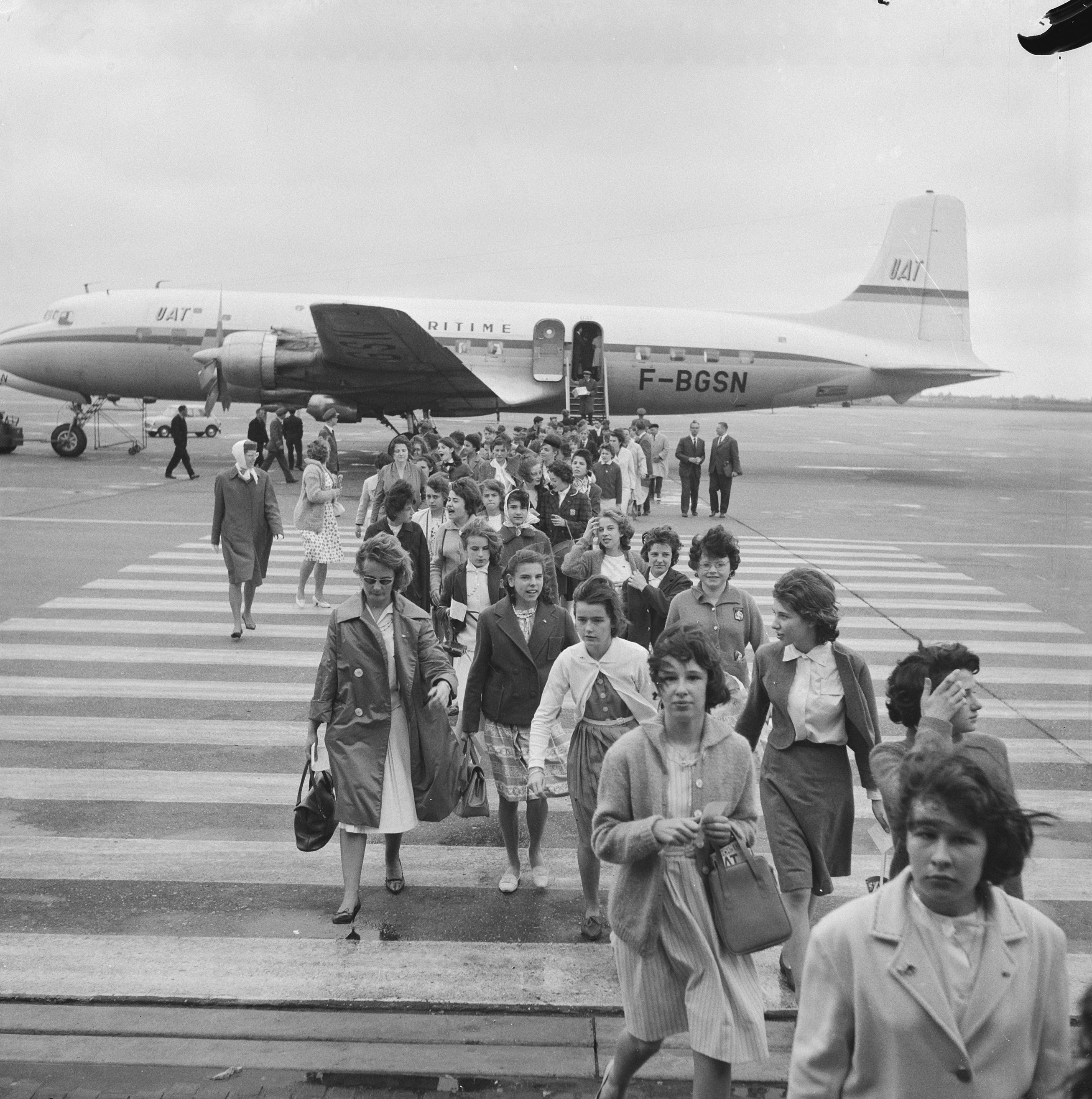
Douglas DC-6B de l'UAT d'où débarquent le 19 juin 1962, à l'aéroport d'Amsterdam-Schiphol, un groupe de jeunes filles de la région parisienne, en voyage scolaire d'une journée (en raison du coût encore élevé des transports aériens à l'époque, cela n'était alors accessible à qu'à quelques élèves.)

Selon les moyens des pays ou des collectivités locales chargées des établissements scolaires, ou selon les époques, ces sorties et voyages ont pu disposer d'aides pécuniaires ou administratives plus ou moins importantes. Les élèves et leurs familles participent souvent au financement de ces visites scolaires (éventuellement avec l'apport de collectes, tombolas, ventes d'objets, etc.). Les établissements scolaires plus riches organisent généralement des voyages plus longs et/ou plus lointains. 